# Бильбасов, Василий Алексеевич

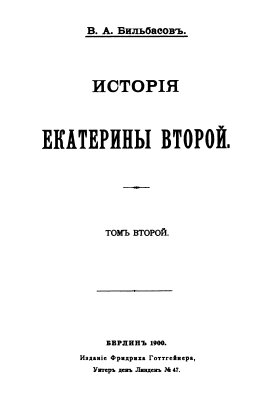
Титульный лист 2-го издания «Истории Екатерины Второй»

Василий Алексеевич Бильбасов (1837—1904) — русский историк и публицист, специалист по правлению Екатерины II, статский советник.

## Биография
Происходил из полтавского мелкопоместного дворянского рода Бильбасовых. По окончании историко-филологического факультета Петербургского университета со степенью кандидата (1861) специализировался на медиевистике, разделял идеи Ранке. Был командирован в 1863 году с учёной целью за границу на два года. По возвращении из-за границы в 1866 году был приват-доцентом всеобщей истории в Петербургском университете. В 1867 году был избран советом Киевского университета Св. Владимира в доценты по той же кафедре; в том же году получил степень доктора за диссертацию «Поповский король Генрих IV Распё, ландграф турингский, из дома Людовика Бородатого» (Киев, 1867). В 1869—1871 гг. в должности ординарного профессора преподавал в Киевском университете.
В 1871 году в чине статского советника оставил гражданскую службу и по инициативе своего тестя А. А. Краевского перебрался в Петербург, где в течение 12 лет редактировал газету Краевского «Голос». Издание отражало взгляды и чаяния умеренно либеральной части русского общества, отстаивало необходимость постепенного продолжения начатых преобразований.
После закрытия «Голоса» в 1883 году Бильбасов посвятил себя сбору неизвестных ранее документальных материалов по истории правления Екатерины II и их обработке. В 1880-е годы он опубликовал в «Русской старине» серию статей, посвящённых разным аспектам её правления, — «Екатерина II и Дидро», «Екатерина II во время войны со Швецией», «Русские избранники XVIII века», «Дидро в Петербурге» и т. д.
Наконец в 1890 году увидел свет первый том фундаментального труда «История Екатерины Второй». Исследование Бильбасова проливало свет на запретные прежде темы вроде отношений императрицы с фаворитами, изобиловало меткими психологическими зарисовками и историческими анекдотами. Второй том в 1891 году был запрещён цензурой. К 1896 году из печати вышло ещё два тома. Этот magnum opus остался незавершённым.
Бильбасов умер в 1904 году на даче Краевского в Павловске. Эта дача, построенная для фрейлины М. А. Сверчковой, жены дипломата Н. А. Столыпина, была популярна среди столичных литераторов; одно время здесь жила А. Я. Панаева с мужем. Незадолго до смерти Бильбасов предпринял многотомное издание архива родственника Столыпиных, графа Мордвинова.
Похоронен в Санкт-Петербурге на Новодевичьем кладбище.

## Семья
Брат самарского губернатора П. А. Бильбасова и русского юриста К. А. Бильбасова, зять издателя А. А. Краевского.

## Сочинения
Опубликовал 2-томное исследование о Кирилле и Мефодии, а также первую на русском языке биографию Яна Гуса. 
- Кирилл и Мефодий — СПб., 1868.
- Чех Ян Гус из Гусинца. Письма Яна Гуса, выбранные Мартином Лютером. — СПб., 1869.
- Дидро в Петербурге. — СПб., 1884.
- Первые политические письма Екатерины II — СПб., 1887.
- История Екатерины Второй. — Берлин, 1900 //http://www.runivers.ru/lib/book4351/
- Иоанн Антонович и Мирович. — М., 1908. — 123 с.